# Paradoxoglanis
Paradoxoglanis és un gènere de peixos de la família dels malapterúrids i de l'ordre dels siluriformes.

## Distribució geogràfica
Es troba a Àfrica: conca del riu Congo.

## Taxonomia
- Paradoxoglanis caudivittatus (Norris, 2002)[2]
- Paradoxoglanis cryptus (Norris, 2002)[2]
- Paradoxoglanis parvus (Norris, 2002)[2][3][4][5][6][7]